# San Nicolò d'Arcidano
San Nicolò d'Arcidano là một đô thị ở tỉnh Oristano trong vùng Sardinia, có khoảng cách khoảng 70 km về phía tây bắc của Cagliari và cách khoảng 25 km về phía nam của Oristano. Tại thời điểm ngày 31 tháng 12 năm 2004, đô thị này có dân số 2.906 người và diện tích là 28,4 km².
San Nicolò d'Arcidano giáp các đô thị: Guspini, Mogoro, Pabillonis, Terralba, Uras.